# Deborah Irene Bryant
Deborah Irene Bryant (Overland Park, 1947) è un'ex modella statunitense, eletta Miss Kansas 1965 e Miss America 1966.
Dopo l'anno di servizio come Miss America, la Bryant ha proseguito i propri studi, specializzandosi in lingua inglese presso l'università del Kansas, laureandosi con lode. Durante l'anno di regno, Deborah Bryant è stata portavoce del "Project Concern", che ha fornito supporto medico nelle nazioni non sviluppate.
In seguito, la Bryant è rimasta al servizio della comunità per numerosi progetti di beneficenza. È stata membro del Club Mesa Desert, che ha fornito borse di studio universitarie per studenti delle scuole superiori, oltre che del Phoenix Junior League. Bryant attualmente vive in Arizona con il marito, Brent, con il quale ha avuto cinque figli.